# Habropogon theodori
Habropogon theodori là một loài ruồi trong họ Asilidae. Habropogon theodori được Hradský & Geller-Grimm miêu tả năm 2005.